# Italia's Got Talent (settima edizione)
La settima edizione del talent show Italia's Got Talent, composta da 10 puntate, è andata in onda dal 16 marzo al 13 maggio 2016. L'edizione è stata vinta dall'armonicista Moses.
Si tratta della seconda edizione realizzata da Sky Italia che la trasmette in contemporanea su Sky Uno e in chiaro su TV8 e (solo la prima puntata) Cielo: tale scelta è dovuta all'intento da parte di Sky di rilanciare il canale 8 del digitale terrestre, in precedenza occupato da MTV Italia (il quale ora passa in esclusiva sulla piattaforma satellitare), e in effetti alla fine di ogni puntata compare nei titoli di coda "una produzione originale Sky per tv8"; da questa edizione il programma torna così ad essere trasmesso totalmente in prima visione gratuita (ma non assoluta) su un canale in chiaro, come accadeva per le prime cinque edizioni andate in onda su Canale 5.
La conduzione del programma viene affidata a Lodovica Comello, dopo l'abbandono di Vanessa Incontrada a causa di altri impegni televisivi. Le prime otto puntate sono dedicate alle audizioni, una dedicata alla semifinale (definita Bootcamp) e alla finale, che quest'anno è l'unica puntata in diretta; a quest'ultima accederanno dieci finalisti più i quattro Golden Buzzer dei giudici. 
Come per la precedente edizione, il vincitore del programma, vince 100.000 euro e la possibilità di esibirsi dal vivo al The Ultimate Variety Show al V Theatre di Las Vegas.
Il vincitore di questa edizione è stato il suonatore di armonica Moses.

## Trasmissione
Da questa edizione il programma torna ad essere trasmesso in prima visione in chiaro, in simulcast e passando da Cielo a TV8, canale in chiaro anch'esso prodotto da Sky Italia.
La trasmissione su Sky Uno rimane invariata, con la possibilità di usufruire della visione in alta definizione per i clienti Sky HD.
Nelle settimane precedenti alla messa in onda va in onda su TV8 e Sky Uno uno speciale tv di mezz'ora intitolato Italia's Got Talent - Gli specialisti del talento, dove la nuova presentatrice Lodovica Comello presenta la nuova edizione al pubblico assieme ai giudici riconfermati dall'anno precedente, ovvero Claudio Bisio, Nina Zilli, Luciana Littizzetto e Frank Matano.
In questa edizione viene anche realizzata una striscia quotidiana in daytime in onda dal lunedì al venerdì alle 19:45 su TV8 dal titolo TuttiGiorni's Got Talent, con la conduzione di Rocco Tanica e Lucilla Agosti. Inoltre è trasmesso alle 23.45 lo spazio di ITV Planet's Got Talent, raccolta di alcune esibizioni dai vari Got Talent nel mondo commentato dalla coppia di House of Gag Omar Fantini e Gianluca Fubelli.

## Audizioni
I casting preparatori davanti ai giudici si sono svolti il 5 e 6 settembre a Riccione e il 26 e 27 settembre 2015 a Napoli. Le audizioni (sempre davanti ai giudici) si sono svolte al Teatro Comunale di Vicenza dal 19 al 22 ottobre, al Teatro degli Arcimboldi di Milano dal 2 al 4 novembre e al Teatro Politeama di Catanzaro dal 30 novembre al 3 dicembre 2015.
| Date                          | Città     | Sede                    |
| 19-22 ottobre 2015            | Vicenza   | Teatro Comunale         |
| 2-4 novembre 2015             | Milano    | Teatro degli Arcimboldi |
| 30 novembre - 3 dicembre 2015 | Catanzaro | Teatro Politeama        |

È presente anche in questa edizione il Golden Buzzer: può essere premuto una volta sola da ciascuno dei giudici durante tutto l'arco delle audizioni; da questa edizione, spedisce il concorrente direttamente in finale.
Legenda: 
- Finalista grazie al Golden Buzzer

### Prima puntata
La prima puntata è andata in onda il 16 marzo 2016, eccezionalmente anche su Cielo. Viene utilizzato il primo Golden Buzzer da Frank Matano, che premia l'esibizione della piccola comica Lucrezia Petracca. I concorrenti che sono passati in questa prima puntata di audizioni sono:
| Nome artista            | Tipologia                 |
| Diana e Aride           | Anziani ballerini         |
| Alessandro Maida        | Equilibrista e giocoliere |
| Alpha Kids              | Crew di bambini           |
| Alice Lospinoso         | Cantante di "growling"    |
| Andrea e Silvia         | Ballerini                 |
| Marco "Kira" Cristoferi | Ballerino e acrobata      |
| Lucrezia Petracca       | Bambina comica            |
| Valeria Bonalume        | Acrobata                  |
| Drumatical Theatre      | Percussionisti            |
| Anthony Dance e Giulia  | Ballerino e cantante      |
| Ivan Dalia              | Pianista non vedente      |

### Seconda puntata
La seconda puntata è andata in onda il 23 marzo 2016. I concorrenti che sono passati in questa seconda puntata di audizioni sono:
| Nome artista                   | Tipologia               |
| Tony Caradonna                 | Inventore e comico      |
| One Thousand Dance             | Ballerini con luci      |
| Marco Ruben Contreras Mateluna | Ballerino               |
| Christine Feichtinger & Finn   | Addestratrice con cane  |
| Ray e Jo                       | Duo di cantanti         |
| Fantasia Pura Italiana         | Musicisti e comici      |
| Twerkout Team                  | Ballerine di "twerking" |
| Barjots Dunkers                | Cestisti acrobati       |
| You and Me                     | Ballerini               |
| Gabriele d'Angiò               | Mago                    |
| Bassam Sharaf                  | Mago                    |

### Terza puntata
La terza puntata è andata in onda il 30 marzo 2016. Viene utilizzato il secondo Golden Buzzer da Claudio Bisio, che premia l'esibizione della crew Inequalities.
I concorrenti che sono passati in questa terza puntata di audizioni sono:
| Nome artista     | Tipologia               |
| Roberto Porta    | Batterista              |
| Milo ed Ethan    | Padre e figlio acrobati |
| Nico             | Ballerino               |
| Reverendo Secret | Cantante improvvisatore |
| Keiichi Iwasaki  | Mago                    |
| Tomoko           | Acrobata anziana        |
| Senmaru          | Performer e comico      |
| Andrea Neyroz    | Ginnasta                |
| Eric             | Cantante in falsetto    |
| The Sidh         | Band con cornamusa      |
| Inequalities     | Crew                    |

### Quarta puntata
La quarta puntata è andata in onda il 6 aprile 2016.
I concorrenti che sono passati in questa quarta puntata sono:
| Nome artista                             | Tipologia            |
| Little Rock                              | Band di bambini      |
| Giovanni Cangialosi                      | Cantante comico      |
| Società Ginnastica Acrobatica Grugliasco | Ginnasti             |
| I Piccoli Musici                         | Coro                 |
| Chiara Perreca                           | Monologhista         |
| Tappers                                  | Ballerini di tip tap |
| Interactive Dance Company                | Ballerini con laser  |
| Mad Bunnies                              | Crew                 |
| Valerio Parodi                           | Mentalista           |
| Gianfranco Phino                         | Comico e imitatore   |
| Schuhplatterinnen                        | Ballerini tirolesi   |

### Quinta puntata
La quinta puntata è andata in onda il 13 aprile 2016.
I concorrenti che sono passati in questa quinta puntata sono:
| Nome artista                 | Tipologia                 |
| ---------------------------- | ------------------------- |
| Bruttos                      | Comici                    |
| Emanuele Marchione           | Giocoliere e illusionista |
| Camaleonte                   | Performers con body-paint |
| Coro Pop di Salerno          | Coro pop                  |
| 100 Cellos                   | Violoncellisti            |
| Giulia Mastronardi & Camilla | Bambina con cane          |
| BlackSoulz Dance Crew        | Ballerini                 |
| Tribemolle                   | Cantanti                  |
| Federica Ebiuwu Russo        | Bambina cantante          |
| Tommaso Agostini             | Annoda-spaghetti          |
| Shorty                       | Ballerino                 |
| Giorgia Battocchio           | Comica                    |
| Walter Tessaris              | Chitarrista               |
| Thamaak                      | Sciamano                  |

### Sesta puntata
La sesta puntata è andata in onda il 20 aprile 2016. Viene utilizzato il terzo Golden Buzzer da Nina Zilli, che premia l'esibizione della giovane cantante Beatrice Bonetti.
I concorrenti che sono passati in questa sesta puntata sono:
| Nome artista            | Tipologia           |
| ----------------------- | ------------------- |
| Isam Marouf             | Beatboxer           |
| Kacyo                   | Ballerino           |
| Marta Orlandelli        | Acrobata            |
| 2D Experience           | Batteristi al buio  |
| Somantica               | Performers          |
| Booyaka                 | Ballerine           |
| Thiam Baye Fara         | Cantante            |
| Extreme Theatre Company | Acrobati            |
| Beatrice Bonetti        | Bambina cantante    |
| Guitar Sketch           | Chitarristi comici  |
| Synthonia               | Musicisti           |
| Alberto e Nancy Zavatta | Trasformisti        |
| Marco e Elisa           | Ballerini con bacio |
| Emily de Salve          | Cantante lirica     |
| Rosario Altadonna       | Suona una carota    |
| Moses                   | Armonicista         |

### Settima puntata
La settima puntata è andata in onda il 27 aprile 2016.
I concorrenti che sono passati in questa settima puntata sono:
| Nome artista                 | Tipologia              |
| ---------------------------- | ---------------------- |
| Piero Procopio               | Comico                 |
| Luigi e Federica             | Acrobati               |
| Francesco Casile             | Imitatore di animali   |
| Icub                         | Robot                  |
| Jordi                        | Illusionista con droni |
| C.A.G. Penisola Sorrentina   | Acrobati e ballerini   |
| Alessio Bonomelli            | Bambino ciclista       |
| US                           | Bambini acrobati       |
| Miki e Tommi                 | Bambini pattinatori    |
| Silvia Saracino              | Cantante               |
| Mezzotono                    | Cantanti               |
| Anibal Virgilio              | Acrobata               |
| Federico Pietrucci           | Ballerino              |
| Quadri Plastici di Avigliano | Quadri viventi         |
| Yosuke Ikeda                 | Performer con cartelli |
| Gianluca Blumetti            | Comico                 |
| La Terza Classe              | Band Folk              |

### Ottava puntata
L'ottava puntata è andata in onda il 4 maggio 2016. Viene utilizzato il quarto Golden Buzzer da Luciana Littizzetto, che premia l'esibizione di Siliana Crocchianti, ballerina con l'uso delle ombre.
I concorrenti che sono passati in questa ottava puntata sono:
| Nome artista        | Tipologia                |
| ------------------- | ------------------------ |
| Domenico Vaccaro    | Pole dancer              |
| Gemelli Caruso      | Ballerini                |
| Gemelli Bozzaotra   | Mangiatori di insetti    |
| Gabriella Zanchi    | Cantante lirica e comica |
| Alfonso Palumbo     | Sbandieratore            |
| Erin Mellon Trio    | Cantanti                 |
| Gianni Pellegrino   | Comico                   |
| Nicholas Angiulo    | Cantante                 |
| 7Company            | Crew                     |
| Ciro Capone Trio    | Omaggio a Pino Daniele   |
| Helyon              | Band tecnologica         |
| Siliana Crocchianti | Ballerina con ombre      |

## Semifinale
La Semifinale è andata in onda l'11 maggio 2016.
Dopo le otto puntate di audizioni i 24 concorrenti (più i 4 Golden Buzzer che sono già in finale) che accedono alla Semifinale dell'11 maggio 2016 sono:
| Nome artista                             | Tipologia                 |
| ---------------------------------------- | ------------------------- |
| Alessandro Maida                         | Equilibrista e giocoliere |
| Marco "Kira" Cristoferi                  | Ballerino e acrobata      |
| Ivan Dalia                               | Pianista non vedente      |
| One Thousand Dance                       | Ballerini con luci        |
| Marco Ruben Contreras Mateluna           | Ballerino                 |
| Ray e Jo                                 | Duo di cantanti           |
| Milo ed Ethan                            | Padre e figlio acrobati   |
| Reverendo Secret                         | Improvvisatore            |
| Keiichi Iwasaki                          | Mago                      |
| Tomoko                                   | Anziana acrobata          |
| Senmaru                                  | Performer e comico        |
| Società Ginnastica Acrobatica Grugliasco | Ginnasti                  |
| Tappers                                  | Ballerini di tip tap      |
| Gianfranco Phino                         | Comico e imitatore        |
| Emanuele Marchione                       | Giocoliere e illusionista |
| BlackSoulz Dance Crew                    | Ballerini                 |
| Shorty                                   | Ballerino                 |
| Giorgia Battocchio                       | Comica                    |
| Isam Marouf                              | Beatboxer                 |
| Marco e Elisa                            | Ballerini con bacio       |
| Moses                                    | Armonicista               |
| Francesco Casile                         | Imitatore di animali      |
| Gianluca Blumetti                        | Comico                    |
| Gabriella Zanchi                         | Cantante lirica e comica  |

I 24 concorrenti sono stati divisi in sette categorie e si sono esibiti di nuovo. Al termine di ogni categoria, i giudici hanno deciso chi passa in finale: sono stati liberi di far passare tutta la categoria, ma anche qualcuno o, addirittura, nessuno. Un contatore mostrava il numero 10, ovvero il numero di finalisti previsti, e questo numero andava a scalare man mano che i giudici sceglievano un finalista. Ecco le sette categorie e i concorrenti che sono passati in finale:
| Categoria    | Artista                                  | Tipologia                 | Esito     |
| ------------ | ---------------------------------------- | ------------------------- | --------- |
| ACROBATI     | Milo e Ethan                             | Padre e figlio acrobati   | Eliminati |
| ACROBATI     | Marco "Kira" Cristoferi                  | Ballerino e acrobata      | In finale |
| ACROBATI     | Tomoko                                   | Anziana acrobata          | Eliminata |
| ACROBATI     | Alessandro Maida                         | Equilibrista e giocoliere | In finale |
|              |                                          |                           |           |
| CREW         | Tappers                                  | Ballerini di tip tap      | Eliminati |
| CREW         | BlackSoulz Dance Crew                    | Ballerini                 | Eliminati |
| CREW         | Società Ginnastica Acrobatica Grugliasco | Ginnasti                  | In finale |
|              |                                          |                           |           |
| STRAVAGANTI  | Francesco Casile                         | Imitatore di animali      | Eliminato |
| STRAVAGANTI  | Reverendo Secret                         | Improvvisatore            | Eliminato |
| STRAVAGANTI  | Gabriella Zanchi                         | Cantante lirica comica    | Eliminata |
| STRAVAGANTI  | Senmaru                                  | Performer e comico        | In finale |
|              |                                          |                           |           |
| MUSICI       | Isam Marouf                              | Beatboxer                 | Eliminato |
| MUSICI       | Ray e Jo                                 | Duo di cantanti           | Eliminati |
| MUSICI       | Ivan Dalia                               | Pianista non vedente      | In finale |
| MUSICI       | Moses                                    | Armonicista               | In finale |
|              |                                          |                           |           |
| COMICI       | Gianluca Blumetti                        | Comico                    | Eliminato |
| COMICI       | Gianfranco Phino                         | Comico e imitatore        | In finale |
| COMICI       | Giorgia Battocchio                       | Comica                    | In finale |
|              |                                          |                           |           |
| ILLUSIONISTI | Emanuele Marchione                       | Giocoliere e illusionista | Eliminato |
| ILLUSIONISTI | Keiichi Iwasaki                          | Mago                      | Eliminato |
|              |                                          |                           |           |
| BALLO        | Shorty                                   | Ballerino                 | In finale |
| BALLO        | One Thousand Dance                       | Ballerini di luci         | Eliminati |
| BALLO        | Marco Ruben Contreras Mateluna           | Ballerino                 | Eliminato |
| BALLO        | Marco e Elisa                            | Ballerini con bacio       | In finale |
|              |                                          |                           |           |

## Finale
La finale è andata in onda il 13 maggio 2016.
I 10 concorrenti che sono passati durante la semifinale si uniscono ai 4 Golden Buzzer delle Audizioni e si esibiscono per l'ultima volta davanti ai giudici. È stato il pubblico da casa tramite il televoto a decidere chi è il vincitore della settima edizione di Italia's Got Talent.
Ecco i 14 concorrenti che sono passati in finale:
| Nome artista                             | Tipologia                 |
| ---------------------------------------- | ------------------------- |
| Alessandro Maida                         | Equilibrista e giocoliere |
| Marco "Kira" Cristoferi                  | Ballerino e acrobata      |
| Ivan Dalia                               | Pianista non vedente      |
| Senmaru                                  | Performer e comico        |
| Società Ginnastica Acrobatica Grugliasco | Ginnasti                  |
| Gianfranco Phino                         | Comico e imitatore        |
| Shorty                                   | Ballerino                 |
| Giorgia Battocchio                       | Comica                    |
| Marco e Elisa                            | Ballerini con bacio       |
| Moses                                    | Armonicista               |
| Lucrezia Petracca                        | Bambina comica            |
| Inequalities                             | Crew                      |
| Beatrice Bonetti                         | Bambina cantante          |
| Siliana Crocchianti                      | Ballerina con ombre       |

A fine puntata, dopo la proclamazione del vincitore sono state fatte scorrere nella parte inferiore dello schermo del televisore le percentuali di voto di ogni concorrente, permettendo così di compilare la seguente classifica:
| Posizione | Nome artista                  | Tipologia                 | Percentuale di voto |
| --------- | ----------------------------- | ------------------------- | ------------------- |
| 1º        | Moses                         | Armonicista               | 30,59%              |
| 2º        | Ivan Dalia                    | Pianista non vedente      | 10,97%              |
| 3º        | Marco "Kira" Cristoferi       | Ballerino e acrobata      | 9,01%               |
| 4º        | Beatrice Bonetti              | Bambina cantante          | 8,49%               |
| 5º        | Società ginnastica Grugliasco | Acrobati                  | 7,31%               |
| 6º        | Marco e Elisa                 | Ballerini con bacio       | 6,92%               |
| 7º        | Lucrezia Petracca             | Bambina comica            | 5,93%               |
| 8º        | Senmaru                       | Performer e comico        | 3,95%               |
| 9º        | Inequalities                  | Crew                      | 3,60%               |
| 10º       | Alessandro Maida              | Equilibrista e giocoliere | 3,58%               |
| 11º       | Shorty                        | Ballerino                 | 3,56%               |
| 12º       | Giorgia Battocchio            | Comica                    | 2,42%               |
| 13º       | Gianfranco Phino              | Comico e imitatore        | 2,30%               |
| 14º       | Siliana Crocchianti           | Ballerina con ombre       | 1,38%               |

Quindi il vincitore della settima edizione di Italia's Got Talent è l'armonicista Moses, seguito al secondo posto dal pianista Ivan Dalia, non vedente dalla nascita. Medaglia di bronzo per l'acrobata e ballerino Marco Cristoferi, in arte Kira.

## Ascolti
| Puntata | Puntata                   | Messa in onda  | Sky Uno        | Sky Uno | TV8            | TV8   | Cielo*         | Cielo* | Sky Uno + TV8 (+ Cielo) | Sky Uno + TV8 (+ Cielo) | Totale telespettatori nei sette giorni |
| Puntata | Puntata                   | Messa in onda  | Telespettatori | Share   | Telespettatori | Share | Telespettatori | Share  | Telespettatori          | Share                   | Totale telespettatori nei sette giorni |
| ------- | ------------------------- | -------------- | -------------- | ------- | -------------- | ----- | -------------- | ------ | ----------------------- | ----------------------- | -------------------------------------- |
| 1       | Audizioni                 | 16 marzo 2016  | 507 000        | 1,09%   | 889 000        | 3,33% | 289 000        | 1,07%  | 1 685 000               | 5,49%                   | 3 361 101                              |
| 2       | Audizioni                 | 23 marzo 2016  | 669 000        | 2,54%   | 1 236 000      | 4,68% | N.D.           | N.D.   | 1 905 000               | 7,22%                   | 3 368 306                              |
| 3       | Audizioni                 | 30 marzo 2016  | 637 000        | 2,43%   | 1 298 000      | 4,96% | N.D.           | N.D.   | 1 935 000               | 7,39%                   | 3 320 491                              |
| 4       | Audizioni                 | 6 aprile 2016  | 672 000        | 2,56%   | 1 512 000      | 5,75% | N.D.           | N.D.   | 2 184 000               | 8,31%                   | 4 025 568                              |
| 5       | Audizioni                 | 13 aprile 2016 | 598 000        | 2,36%   | 1 202 000      | 4,74% | N.D.           | N.D.   | 1 800 000               | 7,10%                   | 3 554 879                              |
| 6       | Audizioni                 | 20 aprile 2016 | 281 000        | 1,07%   | 1 196 000      | 4,56% | N.D.           | N.D.   | 1 477 000               | 5,63%                   | 3 877 167                              |
| 7       | Audizioni                 | 27 aprile 2016 | 535 000        | 2,21%   | 1 124 000      | 4,45% | N.D.           | N.D.   | 1 659 000               | 6,66%                   | 3 660 000                              |
| 8       | Audizioni + Selection Day | 4 maggio 2016  | 713 000        | 2,53%   | 1 137 000      | 4,41% | N.D.           | N.D.   | 1 850 000               | 6,94%                   | 3 510 000                              |
| 9       | Semifinale                | 11 maggio 2016 | 705 000        | 2,84%   | 1 234 000      | 4,97% | N.D.           | N.D.   | 1 939 000               | 7,81%                   | 3 242 786                              |
| 10      | Finale Live               | 13 maggio 2016 | 851 000        | 3,43%   | 1 422 000      | 6,31% | N.D.           | N.D.   | 2 273 000               | 9,74%                   | 3 498 950                              |
|         |                           | Media          | 616 900        | 2,31%   | 1 225 000      | 4,81% | 289 000        | 1,07%  | 1 871 000               | 7,23%                   | 3 541 625                              |

* su Cielo va in onda solo la prima puntata.